# Robert Reininger
Robert Reininger (* 28. September 1869 in Linz; † 17. Juni 1955 in Wien) war ein österreichischer Philosoph in der Tradition Immanuel Kants. 

## Leben
Robert Reininger studierte ab 1888 Philosophie und Naturwissenschaft in Bonn, Heidelberg und Wien und promovierte 1893 an der Universität Wien zum Dr. phil. (als Nebenfach wählte er Zoologie). Ab 1903 hatte er die Venia legendi für Geschichte der Philosophie an der Universität Wien. Er lehrte dort ab 1913 zuerst als außerordentlicher, ab 1922 als ordentlicher Professor. Robert Reininger war Mitglied der antisemitischen Professorenclique Bärenhöhle.
Robert Reininger gilt als Vertreter der Immanenzphilosophie, der sich vor allem in der Nachfolge Immanuel Kants mit erkenntnistheoretischen und ethischen Fragen beschäftigte.
Von 1912 bis 1939 war er Obmann der Philosophischen Gesellschaft an der Universität Wien, ab 1924 wirkliches Mitglied der Österreichischen Akademie der Wissenschaften und ab  
1940 korrespondierendes Mitglied der Preußischen Akademie der Wissenschaften.

## Auszeichnungen
- 1954 Preis der Stadt Wien für Geisteswissenschaften

## Werke
- Kants Lehre vom inneren Sinne und seine Theorie der Erfahrung, Wien-Leipzig, 1900
- Das psycho-physische Problem. Eine erkenntnistheoretische Untersuchung zur Unterscheidung des Physischen und Psychischen überhaupt, Wien-Leipzig, 1916
- Friedrich Nietzsches Kampf um den Sinn des Lebens. Der Ertrag seiner Philosophie für die Ethik, Wien-Leipzig, 1922
- Metaphysik der Wirklichkeit, Wien-Leipzig, 1931
- Hegel. Zur 100. Wiederkehr seines Todestages (Urspr. Vortrag vom Nov. 1931), 1933
- Wertphilosophie und Ethik. Die Frage nach dem Sinn des Lebens als Grundlage einer Wertordnung, Wien-Leipzig, 1939
- Philosophie des Erlebens. Ausgewählt, herausgegeben und eingeleitet von K. Nawratil, Wien, 1976